# مدرسه عماد
مدرسه عماد، اواخر دوره قاجار در شهر بم ساخته شد. اثر تاریخی مزبور با بیش از یک قرن عمر در تاریخ ۲۷ مرداد ۱۳۸۲ با شمارهٔ ثبت ۹۵۶۷ به‌عنوان یکی از آثار ملی ایران به ثبت رسید.